# Fossa delle Tonga
La fossa delle Tonga è situata a sud dell'Oceano Pacifico e nella sua massima depressione, nell'abisso Horizon, raggiunge la profondità di 10.882 metri (35.702 piedi). La fossa si estende a nord-est delle Isole Kermadec, a nord dell'Isola del Nord della Nuova Zelanda.
Secondo l'ultima misurazione avvenuta nell'agosto 2011 dal Gazetteer GEBCO, alle coordinate 23° 15,5 'S  174° 43,6' W la profondità è di 10.800 metri (35.433 piedi). La fossa delle Tonga, che deriva il suo nome dalle Isole Tonga, si trova al margine della placca convergente Kermadec-Tonga, molto attiva, in cui la placca pacifica subduce al di sotto della placca di Tonga e della placca indo-australiana.